# Gerard Hallock
Gerard Hallock, född 4 juni 1905 i Pottstown i Pennsylvania, död 26 maj 1996, var en amerikansk ishockeyspelare.
Hallock blev olympisk silvermedaljör i ishockey vid vinterspelen 1932 i Lake Placid.